# San José (Panamá Oeste)
San José es un corregimiento del distrito de San Carlos en la provincia de Panamá Oeste, República de Panamá. La localidad tiene 2.729 habitantes (2010).